# Mitracarpus bahorucanus
Mitracarpus bahorucanus är en måreväxtart som beskrevs av Zanoni. Mitracarpus bahorucanus ingår i släktet Mitracarpus och familjen måreväxter. Inga underarter finns listade i Catalogue of Life.